# Sam Lantinga
Sam Oscar Lantinga (* um 1974) ist ein US-amerikanischer Informatiker. Er ist der Schöpfer von Simple DirectMedia Layer (SDL), einer bekannten Open-Source-Bibliothek für Spiele- und Multimediaentwicklung.

## Leben
Sam Lantinga studierte ab September 1992 an der University of California, wo er im April 1997 den Bachelor of Science in Informatik erhielt. Er arbeitete als leitender Programmierer bei Loki Software, einer Firma, die sich mit der Portierung von Computerspielen nach Linux befasste. Dort begann er die Arbeit an SDL und anderen Open-Source-Programmen. 2001 ging er zu Blizzard Entertainment. Seit Juli 2012 arbeitet er beim Spielehersteller Valve Corporation, wo er zusammen mit anderen Linux-Spielentwicklern an der Portierung von Steam und Left 4 Dead 2 auf das Betriebssystem Linux mitwirkt.